# Patrick Cooney
Patrick Ronald Cooney (né le 10 mars 1934 à Détroit et mort le 15 octobre 2012 à Gaylord) est un évêque catholique américain. Ordonné prêtre en 1959, Cooney est nommé évêque auxiliaire de Détroit et évêque titulaire d'Hodelm (de) en 1982. De 1989 à 2009 il est évêque de Gaylord.
En 2002, Cooney permet le prêtre Gerald Shirilla pour servir en tant que pasteur d'une église avec école, tout en sachant que Shirilla avait été retiré de l'archidiocèse de Detroit en 1993, après plusieurs décennies de longues allégations d'abus sexuels. Il dit que Shirilla avait fait "des erreurs de jugement" mais n'est "pas une menace pour le bien-être de nos enfants". Cooney le suspend néanmoins deux semaines plus tard.